# Смерть та державний похорон Кім Ір Сена
Кім Ір Сен помер від раптового серцевого нападу рано вранці 8 липня 1994 року у віці 82 років. Уряд Північної Кореї не повідомляв про смерть понад 34 години після того, як вона настала. З 8 по 17 липня було оголошено офіційну жалобу, під час якої по всій країні було приспущено державний прапор, а всі види розваг і танців були заборонені.
Радіо Пхеньяна повідомило, що Кім помер від інсульту. У роки, що передували його смерті, він лікувався від діабету, а також від затвердіння артерій у серці. [Його син Кім Чен Ір був оголошений наступним лідером Північної Кореї з титулом "Великий наступник (кор. 위대한 계승자)" того ж дня, що ознаменувало початок становлення Північної Кореї як першої у світі комуністичної династії. Через сімнадцять років він помер 17 грудня 2011 року від тієї ж причини, що і його батько, а про смерть Чен Іра було оголошено двома днями пізніше.

## Передумови
Пізно вранці, незадовго до 12:00 7 липня 1994 року, Кім Ір Сен знепритомнів у своїй резиденції в Хянсані від раптового серцевого нападу. Після серцевого нападу його син Кім Чен Ір наказав команді лікарів, які постійно перебували біля батька, піти і організував приліт найкращих лікарів країни з Пхеньяну. Через кілька годин лікарі з Пхеньяну прибули, але, незважаючи на їхні зусилля, Кім Ір Сен помер близько 2:00 ночі за місцевим часом 8 липня 1994 року. Про його смерть було оголошено через 34 години, з дотриманням традиційного конфуціанського трауру.
Оголошення про смерть верховного лідера було зроблено в прямому ефірі Центрального телебачення Кореї опівдні 9 липня 1994 року ведучим новин каналу Чон Хьонг-Кю в прямому ефірі.
Смерть Кім Ір Сена спричинила загальнонаціональну жалобу, а Кім Чен Ір оголосив десятиденний траур. На його похороні в Пхеньяні були присутні сотні тисяч людей з усієї Північної Кореї. Тіло Кім Ір Сена поховали в громадському мавзолеї в Меморіальному палаці Кумсусан, де його законсервоване і забальзамоване тіло лежить під скляною труною для огляду. Його голова лежить на подушці в корейському стилі, а накритий він прапором Трудової партії Кореї. Відео з кінохроніки похорону в Пхеньяні транслювалося кількома мережами, а зараз його можна знайти на різних веб-сайтах. Подальший період жалоби тривав до третьої річниці його смерті в 1997 році.

## Реакція

### Корейський півострів

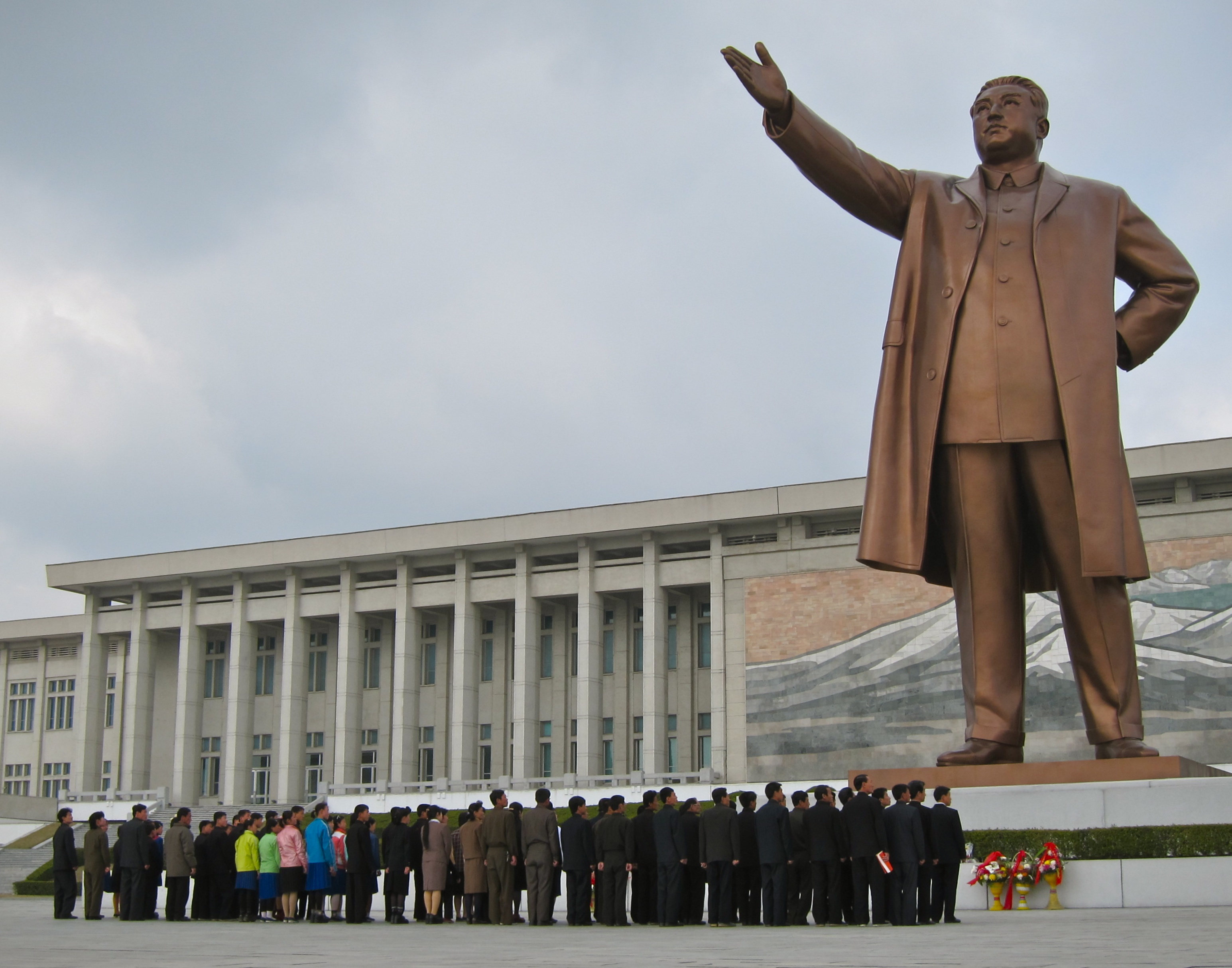
Оригінальна статуя Кім Ір Сена на пагорбі Мансуде (1972-2012)

- Північна Корея - 9 липня Центральне телеграфне агентство Кореї заявило, що північнокорейці "твердо вирішили залишатися вірними керівництву дорогого вождя Кім Чен Іра". Агентство описало так званого "дорогого лідера" як "надійного спадкоємця революційних досягнень Великого Вождя Кім Ір Сена". В іншій передачі Кім був описаний як "спадкоємець північнокорейської революції і вождь революційних сил". 11 липня японське громадське телебачення NHK повідомило, що уряд Північної Кореї повністю заблокував проїзд людей і транспортних засобів через місто Тумень, розташоване біля підніжжя річки Тумень на китайсько-північнокорейському кордоні, де активно ведеться прикордонна торгівля.

### Реакція міжнародної спільноти
- Росія - Президент Борис Єльцин не надіслав співчуття через напружені відносини між двома країнами в той період, натомість делегувавши цей обов'язок тодішньому прем'єр-міністру Віктору Черномирдіну.
- Сполучені Штати - Президент Білл Клінтон висловив сподівання, що переговори "продовжаться належним чином". Клінтон сказав: "Я висловлюю щирі співчуття народу Північної Кореї з приводу смерті президента Кім Ір Сена. Ми цінуємо його лідерство у відновленні переговорів між нашими урядами".

## Похоронна служба
Кім Чен Ір був головою похоронного комітету. До складу комітету також входили міністр оборони О Джин У та віце-президент Кім Йон Чжу, який був молодшим братом Кім Ір Сена.
Похоронний комітет випустив комюніке щодо похорону:
Державний похоронний комітет публікує наступне рішення для всієї партії, всього народу і всієї армії, щоб висловити найглибші співчуття з приводу смерті великого вождя товариша Кім Ір Сена і оплакати його з почуттям глибокої шани:

{{blockquote}Труну шанованого вождя товариша Кім Ір Сена буде урочисто покладено в актовому залі Кумсусан.
Період з 8 липня по 17 липня 1994 року встановлюється як період жалоби за шановним лідером товаришем Кім Ір Сеном. Скорботні зможуть відвідати похоронну процесію з 11 липня по 16 липня 1994 року.
Траурна служба з нагоди останнього прощання з шановним вождем товаришем Кім Ір Сеном буде урочисто проведена в Пхеньяні, столиці революції, 17 липня 1994 року.
Під час траурної служби в Пхеньяні буде здійснено артилерійський салют у Пхеньяні та провінційних центрах, весь народ по всій країні вшанує пам'ять шановного вождя товариша Кім Ір Сена трихвилинним мовчанням, а всі локомотиви та кораблі одночасно подадуть гудки в пам'ять про шановного вождя товариша Кім Ір Сена.
У період жалоби в усіх установах і на підприємствах по всій країні пройдуть панахиди, а в усіх провінціях, містах і повітах - панахиди під час проведення панахиди в Пхеньяні.
У період жалоби на установах і підприємствах будуть приспущені прапори, а всі пісні і танці, ігри та розваги будуть заборонені.

Іноземні жалобні делегації не прийматимуться.|Центральне телеграфне агентство Кореї, 8 липня 1994 року}}}
Державний похорон був запланований на 17 липня, але був перенесений на 19 липня. Вона включала в себе дотримання трьох хвилин мовчання по всій країні. На похоронах були присутні два мільйони людей.

## Похоронний комітет
Похоронний комітет очолював Кім Чен Ір, до нього входило 273 члени:
- Кім Чен Ір
- О Джин У
- Кан Сон Сан
- Лі Чжон Ок
- Пак Сон Чхоль
- Кім Йонг Джу
- Кім Пхьон Сік
- Кім Йон Нам
- Чо Кван
- Кьє Унг Тхе
- Чон Пхен Хо
- Хан Сон Рьонг
- Со Юн Сок
- Кім Чан Ман
- Чое Тхе Бок
- Чхве Йон Рім
- Хон Сон Нам
- Кан Хуей Вон
- Ян Хьонг Соп
- Хон Сок Хьон
- Йон Хьон Мук
- Рі Сон Іл
- Кім Чхоль Су (політик)
- Кім Кі Нам (політик)
- Кім Кук Тхе
- Хван Чжан Йоп
- Кім Пок-Сін
- Кім Чан Чжу (політик)
- Кім Юн Хьок
- Чан Чоль
- Конг Джин Тхе
- Юн Кі Бок
- Пак Нам Гі
- Джон Мун Соп
- Ю Мі Йонг
- Хьон Чжун Кук
- Вон Тонг-Ку
- Рі Ха Іл
- Кім Ік Хьон
- Рі Чанг-син
- О Кук-Рьоль
- Квон Хуей-Кьонг
- Канг Сок Сонг
- Чхве Хуей-юнг
- Но Мьонг-квон
- Чон Ха Чол
- Кім Ту Нам
- Пек Хак Рім
- Чі Чан Ік
- Рі Йонг У
- Рі Чі-Чан
- Чхве Пок Хьон
- Кім Чанг-о
- Рі Сок-Пек
- Пак Йонг Соп
- Рі Чол-понг
- Чон Чжун Кі
- Хван Сун-Хуі
- Сін Санг-Кюн
- Чон Ха Чол
- Кім Кі Рьонг
- Кан Хьон Су
- Пак Сонг-кіл
- Кім Хак Чол
- Паек Пом Су
- Чхве Мун Сон
- Ім Хьонг Ку
- Лі Гин Мо
- Хьон Чол-Кю
- Рі Кіл Сонг
- Ім Су Ман
- Лі Иль Соль
- Кім Пон Рюль
- Кім Кван Сін
- Кім Мьон-гук
- О Рьонг-пан
- Kim Myong-kuk
- О Юн Хві
- Кім Пхьок-Сік
- Чан Сон У
- Чон Чжин Су
- Чу Сан Чжон
- Кім Йонг Чхоль
- Чо Мьонг-Рок
- Кім Ір Чол
- Пак Чанг-Сік
- Кім Йонг Хун
- Кан Тон-Юн
- Пак Чі Су
- Хан Ін Чоль
- Кім Ха Кю
- Нам Санг Нак
- Хен Чхоль Хє
- Рі Понг Вон
- Кім Пхьон Юл
- Чу Сон Іл
- Чхве Йонг-Хе
- Чхве Сон Сук
- Кім Сон Е
- Пак Ін Чжун
- Рі Монг-хо
- Мун Сон Суль
- Йом Кі-Сун
- Рі Йонг Чоль (політик)
- Чан Сон Пек
- Кім Сі Хак

## Для подальшого читання
- The Great Leader Comrade Kim Il Sung will Always Be with Us. History of Revolutionary Activities of President Kim Il Sung (PDF). Pyongyang: Foreign Languages Publishing House. 2012. ISBN 9789946008882.
- January 1990—July 1994. Kim Il Sung: Condensed Biography (PDF). Pyongyang: Foreign Languages Publishing House. 2001. OCLC 500072623.

## Зовнішні посилання
- З нагоди 23-ї річниці смерті Кім Ір Сена в Наенарі